# Anthony J. Cecce
Anthony J. Cecce est un astronome américain.
Le Centre des planètes mineures le crédite de la découverte de dix-huit astéroïdes, effectuée en 2000 et 2001.
| (34419) Corning | 20 septembre 2000 |